# Шлык, Виктор Фёдорович
Виктор Фёдорович Шлык (4 сентября 1945 года, пос. Свобода, Клинцовский район, Брянская область) — советский, российский актёр драматического театра, критик, журналист, общественный деятель. Заслуженный артист Республики Хакасия (1993). Заслуженный артист Российской Федерации (2005). Член Союза журналистов России (2003). 

## Биография
В школьные годы, наслушавшись радио, «заболел музыкой человеческого голоса и театром».После окончания семилетней школы в 1960 году, учился в профтехучилище в Брянске, занимался в драмкружке. Первая роль — Самозванец из «Бориса Годунова» А. С. Пушкина. Служил в армии, затем работал на радиозаводе токарем экспериментального участка. После перешёл на работу в Народном театре Дома офицеров Брянска. В профессиональном театре с 1969 года: Рубцовск, Семипалатинск, Кизел, Майкоп, Минусинск. Закончил Краснодарский государственный институт культуры.
С 1985 года — актёр Хакасского областного драматического театра имени М. Ю. Лермонтова. Критики отмечают: «Виктор Федорович — разноплановый актер, профессионально владеющий мастерством перевоплощения, что позволяет ему создавать своеобразные, неповторимые образы как в драме, так и в комедии, в детективе и в сказочном гротеске». В 1991—1999 — заведующий литчастью театра. В 1995—1998 — вёл цикл концертов классической музыки в Хакасской республиканской филармонии. Опубликовал более 100 статей в периодических изданиях, издал ряд книг о театре. Вместе с супругой Л. К. Шлык опубликовал фундаментальное исследование «Судьба и загадка Русского театра в Хакасии», автор более тридцати статей для «Энциклопедии Республики Хакасия».
Создатель театра монолога «Белый рояль».
Живёт в Абакане.

## Краткая библиография
- Судьба и загадка Русского театра в Хакасии. Записки. — Абакан: Стрежень, 2002. (Совм. с Шлык Л. К.).
- О театре. И не только… Сб. статей. — Абакан: Изд-во ХГУ им. Н. Ф. Катанова, 2008.
- Театральное искусство в Хакасии как образец проникновения и обогащения культур / В. Ф. Шлык // Актуальные проблемы изучения языка и литературы: языковая картина мира и языковая личность : материалы IV Междунар. науч.-практ. конф. (Абакан, 20-22 окт. 2009 г.). — Абакан, 2009. — С. 212—214
- История зарубежного театра / В. Ф. Шлык; ред. Н. В. Жукова. — Абакан, 2012.